# ال‌تی‌دی (آلبوم)
ال‌تی‌دی (انگلیسی: LTD) یک آلبوم چندآهنگه از Buck-Tick است که در ۱۱ مارس ۱۹۹۸ منتشر شد.